# ピエール・ルイ・モーペルテュイ

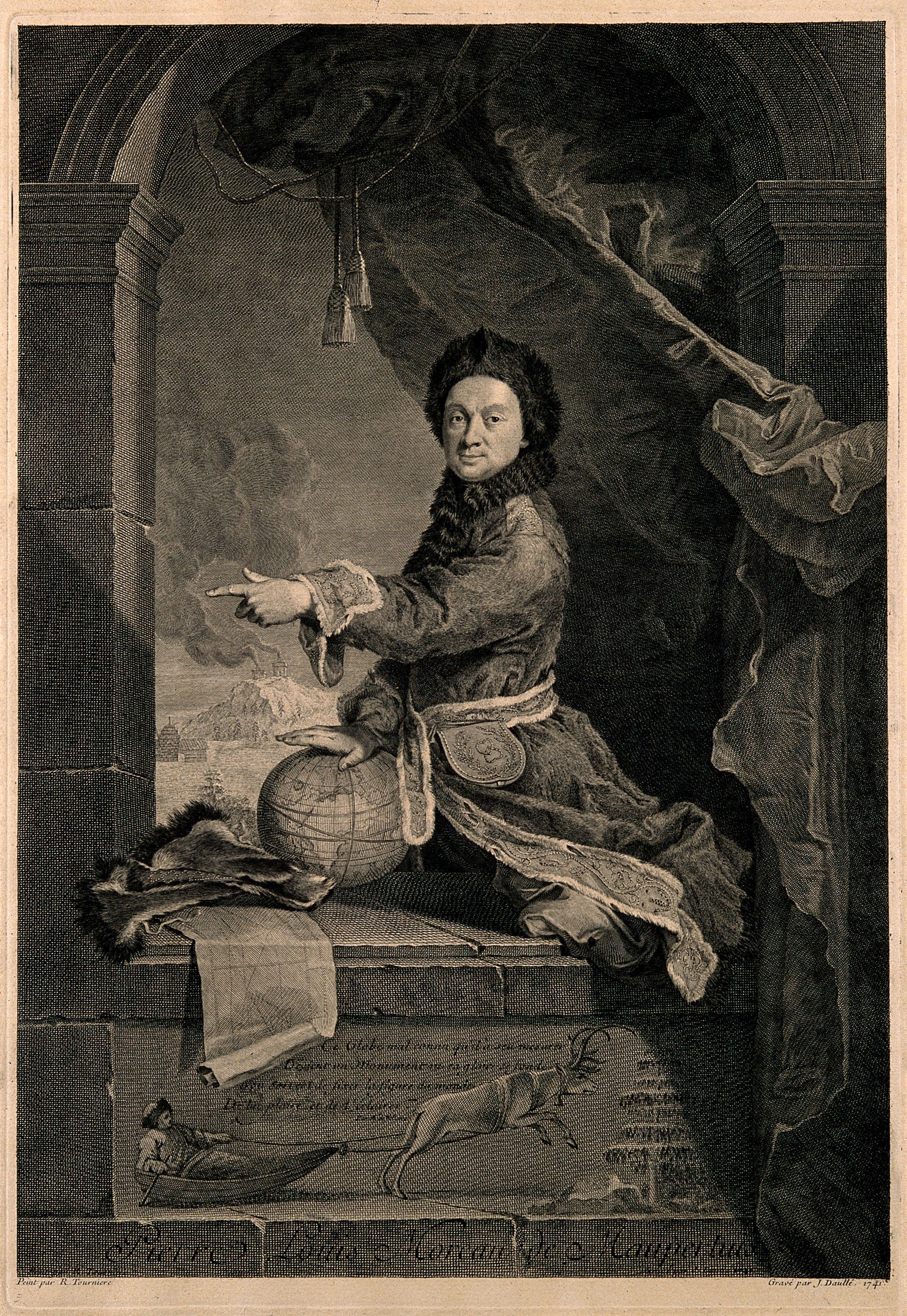
Pierre Louis Maupertuis

ピエール＝ルイ・モロー・ド・モーペルテュイ（Pierre-Louis Moreau de Maupertuis、1698年9月28日 – 1759年7月27日）は、フランスの数学者、著述家である。物理学の基礎原理である最小作用の原理の提唱者であり、地球の形状を調査するラップランド観測隊を指揮し極地に赴いた経験を持つ。またダーウィン以前に生物の進化について論じた人物でもある。

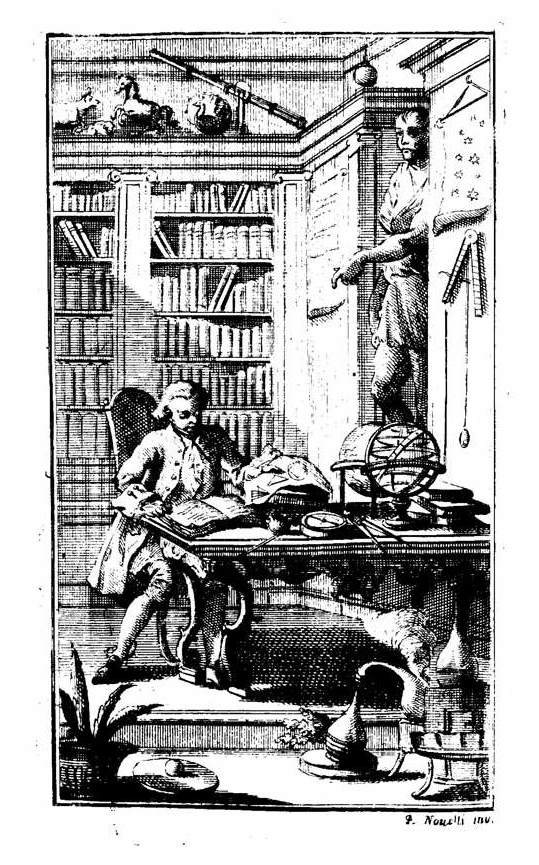
Lettres

## 生涯
ブルターニュ地方の港湾都市サン・マロの豪商の家に生まれる。家庭教師によって基礎教育を受けた後、フランス軍に入り騎兵将校に任官される。軍務の傍ら数学の分野で優れた才能を示し、1723年に科学アカデミーの会員になった。
1728年にはロンドンに渡り王立協会の会員にもなり、万有引力を代表とするニュートン力学の理論をフランスに普及するのに貢献した。この過程でモーペルテュイは地球の形を巡って行われていた論争に大きく関わることになる。
当時地球の形は完全な球ではなく回転楕円体に近いということまでは分かっていたが、ニュートンの理論から導かれる南北に扁平な楕円体形状（扁球）であるのか、それまでのジャック・カッシーニの理論から導かれる南北に長い形状（長球）であるのかが論争されていた。その問題に決着をつけるために、1736年に赤道近くのペルーと極に近いラップランドに子午線弧長の測量のための観測隊が派遣され、モーペルテュイはラップランド隊の隊長を務めた。帰国後の1738年にLa figure de la terre（『地球の形状』）を発表した。
この業績などにより評価され、1740年にプロイセン国王フリードリヒ2世にベルリンに招かれた。直後始まったオーストリア継承戦争では一軍人としてプロイセン軍に加わり翌1741年のモルヴィッツの戦いでオーストリア軍の捕虜となったが釈放された。
1742年にはパリに戻り科学アカデミーの会長になり、翌年アカデミー・フランセーズの会員に選ばれた。
1744年に再びベルリンに招かれ、1746年プロイセン科学アカデミーの会長になった。1756年に始まった七年戦争でプロイセンと祖国フランスが戦争になったことはモーペルテュイの立場を都合の悪いものにしたが、表立って彼の地位が脅かされることはついになかった。1757年に科学アカデミー会長を引退、翌1758年にバーゼルに移り翌1759年病没。

## 功績
最小作用の原理は1741年の論文"Loi du repos des corps"や1744年の論文"Accord de plusieurs lois naturelles qui avaient paru jusqu’ici incompatibles"に発表された。1751年にザムエル・ケーニッヒが最小作用の原理はすでにゴットフリート・ライプニッツによって1707年に発見されていたという異議を述べて論争になったが、モーペルテュイにプライオリティが認められた。
また生物の進化に関して1752年の著書"Venus physique"や1754年の著書"Systeme de la Nature"で、進化論の先駆けとなる概念を述べたことが記録に残っている。